# Out of the Night (film 1910)
Out of the Night è un cortometraggio muto del 1910 diretto da Edwin S. Porter e basato su una storia di Rex Beach.

## Produzione
Il film fu prodotto dalla Edison Company.

## Distribuzione
Distribuito dalla General Film Company, il film - un cortometraggio in una bobina - uscì nelle sale cinematografiche statunitensi il 12 luglio 1910.